# NOL4
La proteína nucleolar 4 es una proteína que en humanos está codificada por el gen NOL4.